# A Banda
"A Banda" é uma canção de 1966 composta e interpretada pelo músico brasileiro Chico Buarque. Foi lançada no primeiro álbum do cantor, Chico Buarque de Hollanda.
Chico compôs a canção quando retornou da Europa, onde excursionara com a peça de teatro Morte e Vida Severina. A canção foi inscrita no II Festival de Música Popular Brasileira no lugar de Morena dos olhos d'água, música apresentada para Gilberto Gil e uma das várias criadas na mesma ocasião. Inicialmente, era com essa canção que Chico pretendia participar do festival da Record.
Após a sua vitória no festival, a música fez grande sucesso, vendendo 55 mil cópias em apenas quatro dias.

## História
Chico lembra-se de ter ouvido Gilberto Gil cantar Ensaio geral, quando, impressionado, pensou em compor uma música que pudesse competir no II Festival de Música Popular Brasileira, que aconteceria em setembro e outubro na TV Record. Primeiro veio a ideia de uma banda passando, depois a música e, finalmente, a letra. Composta em único dia, os versos finais da letra ficaram faltando.
A canção fez sucesso mundialmente, tendo sido regravada em italiano por Mina, Dalida e Astrud Gilberto em 1967, e por France Gall, em alemão, em 1968. Com este single a cantora France Gall fez grande sucesso e ganhou um disco de ouro. Foi também regravada por Herb Alpert e Tijuana Brass em compacto simples em 1967, com o nome A Banda (Ah Bahn-da). Com esta regravação Herb Alpert e Tijuana Brass alcançaram o número 35 na Billboard Hot 100 naquele ano. Esta gravação de Herb Alpert também foi utilizada como trilha sonora do desenho animado russo Nu, pogodi, do estúdio Sojusmultfilm.

## Prêmio
A canção ganhou o Festival de Música Popular Brasileira no mesmo ano de seu lançamento, interpretada por Chico Buarque e Nara Leão. Dividindo o prêmio com a música Disparada, de Geraldo Vandré e Théo de Barros e interpretada por Jair Rodrigues, em um empate que não foi bem esclarecido à época. A Banda ganhou US$ 6.800 como prêmio.

## Trilha sonora
- 2012 - Carrossel[7]

## Regravações[7]
- Chico Buarque (original) (1966)
- Nara Leão (1966)
- Simone de Oliveira (1966)
- Wilson Simonal (1967)
- Astrud Gilberto (1967)
- Mina (1967)
- Dalida (1967)
- Herb Alpert e Tijuana Brass (1967)
- France Gall (1968)
- Chico Buarque na Itália (1969)
- Mário Reis (1971)
- Banda Gol (1998)